# Mario Carillo
Mario Carillo (Napoli, 28 maggio 1894 – febbraio 1970) è stato un attore italiano del cinema muto statunitense.

## Biografia
Emigrato negli Stati Uniti, lavorò come attore caratterista, debuttando nel 1922 in A Stage Romance, un film biografico sul famoso attore Edmund Kean, dove gli venne affidato il ruolo di Lord Melville.
Fu diretto da alcuni dei più famosi registi di Hollywood e recitò in film che avevano come protagonisti attori quali Mary Pickford, Rodolfo Valentino, John Gilbert, Norma Talmadge, Greta Garbo. Alto un metro e ottantacinque, gli vennero affidati spesso ruoli di personaggi di una qualche importanza istituzionale: fu il re di Spagna in Il torrente, un duca in La donna e la tigre e poi ancora re, conte, marchese.
Nella sua carriera si contano oltre una trentina di pellicole. L'ultima, Viaggio di nozze di Frank R. Strayer, fu girata nel 1928.
Morì nel febbraio 1970, all'età di 75 anni, in Pennsylvania.

## Filmografia
- A Stage Romance, regia di Herbert Brenon (1922)
- Queen of the Moulin Rouge, regia di Ray C. Smallwood (1922)
- Rosita, regia di Ernst Lubitsch (1923)
- Più forte dell'odio (The Song of Love), regia di Chester M. Franklin e Frances Marion (1923)
- La sua ora (His Hour), regia di King Vidor (1924)
- The Only Thing, regia di Jack Conway (1925)
- Déclassée, regia di Robert G. Vignola (1925)
- Eve's Secret, regia di Clarence G. Badger (1925)
- L'aquila (The Eagle), regia di Clarence Brown (1925)
- Il torrente (Torrent), regia di Monta Bell (1926)
- Don Juan's Three Nights, regia di John Francis Dillon (1926)
- Perch of the Devil, regia di King Baggot (1927)
- Bigger and Better Blondes, regia di James Parrott - cortometraggio (1927)
- La vita privata di Elena di Troia (The Private Life of Helen of Troy), regia di Alexander Korda (1927)
- La donna e la tigre (His Tiger Wife), regia di Hobart Henley (1928)
- How to Handle Women, regia di William James Craft (1928)
- La rivincita di Fanny (Hot News), regia di Clarence G. Badger (1928)
- Viaggio di nozze (Just Married), regia di Frank R. Strayer (1928)